# Hillsboro (condado de Vernon, Wisconsin)
Hillsboro es un pueblo ubicado en el condado de Vernon en el estado estadounidense de Wisconsin. En el Censo de 2010 tenía una población de 807 habitantes y una densidad poblacional de 8,79 personas por km².

## Geografía
Hillsboro se encuentra ubicado en las coordenadas 43°41′22″N 90°22′7″O / 43.68944, -90.36861. Según la Oficina del Censo de los Estados Unidos, Hillsboro tiene una superficie total de 91.84 km², de la cual 91.72 km² corresponden a tierra firme y (0.13%) 0.12 km² es agua.

## Demografía
Según el censo de 2010, había 807 personas residiendo en Hillsboro. La densidad de población era de 8,79 hab./km². De los 807 habitantes, Hillsboro estaba compuesto por el 97.52% blancos, el 0% eran afroamericanos, el 0.5% eran amerindios, el 0.25% eran asiáticos, el 0% eran isleños del Pacífico, el 0.25% eran de otras razas y el 1.49% pertenecían a dos o más razas. Del total de la población el 0.62% eran hispanos o latinos de cualquier raza.